# Monsters & Co. la serie - Lavori in corso!
Monsters & Co. la serie - Lavori in corso! (Monsters at Work) è una serie animata statunitense, prodotta da Disney Television Animation per Disney+ basata sul lungometraggio della Pixar Monsters & Co. di cui è sia un sequel che uno spin-off.

## Trama

### Prima stagione
Alla fine degli eventi del film Monsters & Co., subito dopo l'arresto di Waternoose, l'azienda ha accolto la scoperta di Sulley e Mike sulla potenza delle risate dei bambini e sta lavorando alla transizione per essere alimentata dal questa nuova fonte di energia. Tylor Tuskmon è un giovane neolaureato in Spaventologia alla Monsters University, che lavora come meccanico nel team delle strutture, sogna di lavorare al fianco dei suoi idoli, James P. "Sulley" Sullivan e Mike Wazowski. Nel frattempo, Mike e Sulley incontrano problemi e difficoltà nel gestire l'industria dovute alla diffidenza generale nei confronti delle risate, ancora malviste rispetto alle urla. Tylor, ogni giorno che passa si ambienta al MIFT, pur cercando nel frattempo di diventare un giullare seguendo un corso di comicità tenuto da Mike nell'azienda e cercando di superare, senza successo, i provini gestiti da Mrs. Flint. Dopo varie avventure vissute, tra cui il risolvere i problemi tecnici dell'azienda, aver contribuito a salvare l'Adorabile Uomo delle Nevi dall'esilio (fu esiliato da Waternoose in quanto aveva scoperto dell'estrattore di urla mentre Mike e Sulley lo promuovono ufficialmente a fornitore di coni gelato alla Monsters & Co.) e aver gestito la figlia di Mrs. Flint nel giorno dei "piccoli mostri", Tylor scopre di riuscire a provocare qualche risata con i donuts. Dopo aver contribuito a salvare l'azienda dal fallimento aiutandola a conquistare un milione di "sganasciawatt" di energia dalle risate, Tylor realizza il suo sogno di lavorare all'ex reparto spaventi (ora reparto risate) come giullare, affiancato da Val come sua assistente.
Quasi ogni episodio, tranne il primo e il decimo, si conclude con un corto chiamato "Mike's Comedy Class", dove Mike cerca di insegnare agli altri mostri argomenti di comicità. Solitamente il tutto si conclude con effetti inaspettati per lui.

### Seconda stagione
Sei mesi dopo l'arresto di Waternoose, la Monsters & Co. è ormai dedicata alla produzione di risate al posto delle urla e Tylor è riuscito nel suo intento di diventare un giullare, venendo affiancato da Val. Al loro posto al MIFT, arriva Roger Rogers (vero nome Henry J. Waternoose IV), il figlio di Waternoose, completamente diverso da quest'ultimo sia nell'aspetto (condividono solo i molteplici occhi) che per carattere (è totalmente buono al contrario del padre). L'azienda deve però affrontare la concorrenza della Paura & Co. che continua a produrre energia dalle urla sotto la direzione di Johnny Worthington III (già apparso in Monsters University) che è interessato ad avere Tylor tra i suoi spaventatori (vista l'eccellenza del giovane mostro nello spaventare i bambini). Con quest'ultimo combattuto tra lavorare con i suoi amici alla Monsters & Co. senza grande successo e avere invece grande successo alla Paura & Co., la sua assistente Val si rivela un'ottima giullare tanto da venire promossa da Mike e Sulley al ruolo. L'azienda però vede una serie di sabotaggi alla fine del quale viene accusato Tylor che, vedendosi dare le spalle da tutti i suoi amici, lascia la Monsters & Co. e si trasferisce alla Paura & Co. ottenendo da subito grande successo. Tuttavia, Tylor scoprirà che i sabotaggi alla Monsters & Co. erano tutta opera di Worthington affiancato da Randall Boggs (che Worthington ha provveduto a salvare dall'esilio a cui era stato condannato da Mike, Sulley e Boo). Randall, sfruttando le sue capacità mimetiche, si è infatti introdotto alla Monsters & Co. e ha trasferito l'energia delle risate alla Paura & Co., lasciando la sua ex azienda senza energia (e facendo in modo che le bombole risultassero piene anche se vuote). Con la Monsters & Co. a un passo dalla chiusura, Tylor ritrova i suoi amici del MIFT con cui riesce a salvare la città da un'esplosione (quasi causata dall'incuranza di Worthington nel mescolare risate e urla) e a chiarire a tutti quanti la truffa della Paura & Co. Worthington e Randall vengono quindi arrestati (il primo finisce nella stessa cella di Waternoose mentre il secondo, grazie alle sue abilità mimetiche, evade e diventa ricercato) mentre la Monsters & Co. torna alla ribalta con tutti gli spaventatori dell'azienda concorrente ora diventati giullari (dopo aver compreso il potenziale delle risate rispetto alle urla) e Tylor che, rientrato nelle grazie di Mike e Sulley, inizia a lavorare con Val come efficiente coppia di giullari.

## Personaggi e doppiatori

### Personaggi principali
- James P. Sullivan (stagione 1-in corso), doppiato in originale da John Goodman e in italiano da Saverio Indrio.
Insieme al suo migliore amico Mike è al comando della Monsters & Co., l'azienda che fornisce l'elettricità della città. In Monsters & Co. e nel suo prequel Monsters University, i due lungometraggi originali della saga, era uno dei due protagonisti e anche lo spaventatore più proficuo dell'azienda, mentre in questa serie Sulley ricopre un ruolo più marginale, sebbene importante.
- Mike Wazowski (stagione 1-in corso), doppiato in originale da Billy Crystal e in italiano da Sandro Acerbo.
Insieme al suo migliore amico Sulley è al comando della Monsters & Co., l'azienda che fornisce l'elettricità della città.  In Monsters & Co. e nel suo prequel Monsters University, i due lungometraggi originali della saga, era uno dei due protagonisti assistente di Sulley. In questa serie, benché non sia il protagonista, svolge un ruolo molto attivo nel processo di trasformazione della fabbrica: è direttore, coordinatore del reparto risate, è l'insegnante del corso di comicità ed è anche uno dei più proficui "burloni" aziendali (prendendo il posto di Sulley che nel primo film era il miglior spaventatore).
- Tylor Tuskmon (stagione 1-in corso), doppiato in originale da Ben Feldman e in italiano da Edoardo Stoppacciaro.
Un giovane meccanico del MIFT, che si è laureato come spaventatore, ma che non essendo più la sua qualifica richiesta prende lezioni part-time per diventare un giullare. È il protagonista della serie.
- Val Little (stagione 1-in corso), doppiata in originale da Mindy Kaling e in italiano da Veronica Puccio.
Una giovane meccanica entusiasta e la migliore amica di Tylor. È la protagonista femminile della serie.
- Fritz (stagione 1-in corso), doppiato in originale da Henry Winkler e in italiano da Carlo Valli.
Il capo amichevole, plateale e sbadato di Tylor.
- Katherine "Cutter" Sterns, doppiata in originale da Alanna Ubach e in italiano da Emanuela Baroni.
Una seguace accanita delle regole. Parla frequentemente con leggerezza dei vecchi colleghi che sono morti o si sono fatti male in qualche incidente di lavoro. A volte lascia cogliere indizi sul suo passato senza mai approfondire.

### Antagonisti
- Randall Boggs (stagione 2-in corso), doppiato in originale da Steve Buscemi e in italiano da Luca Dal Fabbro.
Lo spietato e invidioso rivale di Sulley e di Mike nell'azienda, sempre stato secondo nella classifica degli spaventatori dopo lo stesso Sulley, a cui contendeva il titolo di miglior spaventatore senza riuscirvi. Avendo complottato per rapire bambini ed estrarre le loro urla con la forza, era stato bandito da Sulley e Mike e spedito nel mondo umano. Spiega di essere stato salvato da Johnny J. Worthington e di aver compiuto lui stesso i sabotaggi alla Monsters & Co. Viene fermato dagli amici di Tylor ed anche arrestato, ma sfrutta le sue abilità per evadere, divenendo un fuggitivo ricercato dalle autorità.
- Johnny J. Worthington III (stagione 2), doppiato in originale da Nathan Fillion in italiano e da Marco Foschi.
L'arrogante e altezzoso presidente della Roar Omega Roar (ROR), la più prestigiosa confraternita della MU, la cui squadra partecipa alle Spaventiadi. In Monsters University era l'antagonista principale del film, al quale si affiancava Randall a metà della storia. Dirige un'altra azienda produttrice di energia che ha ereditato dalla famiglia, la Paura & Co., e sebbene appaia come un affabile e carismatico direttore d'azienda, è un disonesto truffatore che ha voluto combinare le urla con le risate nel tentativo di dimostrare che la sua azienda supera la Monsters e Co. Tuttavia, viene arrestato dalle autorità dopo la scoperta del suo imbroglio e incarcerato nella stessa cella di Henry Waternoose.
- Duncan P. Anderson (stagione 1-in corso), doppiato in originale da Lucas Neff e in italiano da Simone Crisari.
Un idraulico astuto che approfitta di ogni opportunità che può cogliere e che disprezza Tylor, perché vuole prendere il posto di Fritz come capo del MIFT quando Fritz non lavorerà più e crede a torto che Tylor voglia portargli via la carica. Chiama quest'ultimo "pivello".
- Declan (stagione 2), doppiato in originale da Richard Ayoade e in italiano da Stefano Annunziato, il secondo in comando del MIFT in Monsters & Co. È anche il gemello malvagio/clone e acerrimo nemico di Duncan P. Anderson, da cui differisce per aspetto caratteriale e barba e baffi.
- Gary Gibbs (stagione 1), doppiato in originale da Gabriel Iglesias e in italiano da Massimiliano Manfredi.
La nemesi di Mike Wazowski. È di aspetto tale e quale a lui a differenza del colore, blu.
- Fungo (stagione 1; ospite stagione 2), doppiato in originale da Christopher Swindle e in italiano da Massimo De Ambrosis.
L'ex assistente dell'antagonista del film originale, Randall. Dopo la sconfitta di quest'ultimo, è stato perdonato da Sulley e Mike e continua a lavorare alla Monsters & Co. come giullare e come assistente di Mike.
- Chet Alexander (stagione 2-in corso), doppiato in originale da Bobby Moynihan e in italiano da Marco Baroni.
Segretario personale di Johnny J. Worthington che lavora con molto impegno senza essere mai riconosciuto dal suo stesso titolare. È anche un vecchio compagno d università di Randall e Johnny, che lo guardano dall'alto in basso anche se lo prendono come complice. Al termine della vicenda rivela di essere un infiltrato del M.E.R.C.

### Altri personaggi
- Celia Mae (stagione 1-in corso), doppiata in originale da Jennifer Tilly (st.1) e Roxana Ortega (st.2), in italiano da Marina Massironi.
Centralinista dell'azienda, poi direttrice di un Reparto risate. Ha un occhio solo e i capelli a serpente. È la fidanzata di Mike.
- Roz / Numero Uno (stagione 1-in corso), doppiata in originale da Bob Peterson e da Alessandra Cassioli in italiano.
La leader della CDA (Corpo Decontaminazione Antibambino) e in seguito capo della M.E.R.C. (la commissione regolamentale dell'elettricità di Mostropoli) che in precedenza era sotto copertura come segretaria alla Monsters & Co.. Afferma di avere una sorella gemella di nome Roze (che prende il suo posto alla Monsters & Co.), identica a lei se non per i capelli (rosa invece che bianchi) e la mancanza degli occhiali.
- Henry J. Waternoose IV / Roger Rogers (stagione 2-in corso), doppiato in originale da Rhys Darby e in italiano da Alessandro Rigotti.
È il figlio del precedente proprietario della Monsters & Co., dal quale cerca di distaccarsi per via della sua vita criminale, a differenza sua infatti lui è buono e gentile. Si presenta all'azienda dove viene assunto da Sulley e Mike (consapevoli della sua parentela con Waternoose III) come sostituto di Tylor al MIFT. Si fa chiamare Roger Rogers e ha un aspetto molto diverso dal padre, con il quale condivide solo la molteplicità di occhi.
- Roze (stagione 1-in corso), doppiata in originale da Bob Peterson e da Alessandra Cassioli in italiano.
La sorella gemella di Roz in cui prende il suo posto alla Monsters & Co., identica a lei se non per i capelli (rosa invece che bianchi) e la mancanza degli occhiali.
- Yeti (stagione 1-in corso), doppiato in originale da John Ratzenberger e in italiano da Renato Cecchetto (st. 1) e Ambrogio Colombo (st. 2).
Un abominevole uomo delle nevi che lavorava nella sezione posta della Monsters & Co, e a suo tempo capo di Sulley e Mike. Avendo scoperto l'esistenza dell'Estrattore di Urli, il disumano macchinario creato da Randall Boggs, è stato esiliato sull'Himalaya da Henry J. Waternoose III, l'ex proprietario della Monsters & Co. Tornerà nell'azienda grazie a Tylor e verrà nominato da Mike e Sulley come distributore di coni gelato dell'azienda (vista la sua capacità di realizzare coni gelato).
- Winchester "Banana Bread" (stagione 1-in corso).
Membro del MIFT che non parla, esprimendosi solo con versi ma tutti lo capiscono. Date le sue capacità, più tardi verrà promosso a giullare.
- Smitty e Siringa (stagione 1-in corso), doppiati in originale da Stephen Stanton e in italiano da Nanni Baldini e Alessandro Quarta.
Due operai della Monsters & Co., apparsi anche nel film originale, che si occupano del trita porte.
- Millie Tuskmon (stagione 2-in corso; ospite stagione 1), doppiata in originale da Aisha Tyler e in italiano da Stella Musy.
La madre di Tylor. Il suo volto assomiglia a quello delle PNK della Monsters University.
- Bernard Tuskmon (stagione 2-in corso), doppiato in originale da John Ratzenberger e in italiano da Fabrizio Russotto.
Il padre di Tylor e marito di Millie, proprietario di una ferramenta insieme alla famiglia. È basso, arancione e baffuto. Era stato introdotto già nella prima stagione in una scena poi eliminata e inserito stabilmente nella seconda.
- Sunny Sunshine (stagione 2-in corso) lavora nei sotterranei della Monsters & Co., dove controlla le bombole cariche di energia che le arrivano. Accusa Cutter che le bombole che ha progettato lei perdano, ma quest'ultima le dimostrerà che non è vero. Le due avevano precedentemente una relazione e alla fine della stagione torneranno insieme.

## Sviluppo

### Produzione
Nel novembre 2017, durante l'Investor Day della The Walt Disney Company, il CEO Bob Iger ha annunciato che una nuova serie ambientata nell'universo di Monsters, & Co, era in fase di sviluppo per Disney+. La serie sarà prodotta da Disney Television Animation. La serie è stata rinnovata per una seconda stagione.

### Cast
Il 17 marzo 2021 vengono confermati Billy Crystal e John Goodman rispettivamente nei ruoli di Mike & Sulley. Lo stesso giorno vengono annunciati Ben Feldman (nel ruolo di Tylor Tuskmon), Henry Winkler (nel ruolo di Fritz), Mindy Kaling (nel ruolo di Val Little), Alanna Ubach (nel ruolo di Cutter) e Lucas Neff (nel ruolo di Duncan).

### Animazione
La serie è animata da ICON Creative Studio, studio d'animazione canadese.

## Distribuzione
Il 13 giugno 2021 viene annunciato che la serie verrà resa disponibile su Disney+ a partire dal 7 luglio 2021, distribuita settimanalmente ogni mercoledì. La serie era inizialmente prevista per il 2020, poi per la primavera 2021, poi per il 2 luglio 2021, e infine per il 7 luglio 2021. Una seconda stagione è stata sviluppata ed è uscita nel 2024 su Disney+.

### Versione italiana
Nella versione italiana, rispetto ai film, subentrano Massimo De Ambrosis su Fungo al posto dello scomparso Danilo De Girolamo, Alessandra Cassioli su Roz al posto di Loretta Goggi, Giò Giò Rapattoni al posto di Cristina Giachero su Ms. Flint e Marco Baroni al posto di Corrado Conforti su Chet Alexander. 
Nella seconda stagione, il defunto Renato Cecchetto viene sostituito da Ambrogio Colombo nel ruolo dello Yeti, mentre il nuovo personaggio sempre doppiato da John Ratzenberger (convenzionalmente sostituito da Cecchetto in italiano), ovvero Bernard, viene affidato a Fabrizio Russotto. Per tre personaggi si ripresentano i doppiatori del secondo film: Saverio Indrio torna a prestare voce a Sulley, Luca Dal Fabbro torna per Randall e Sandro Acerbo per Mike.
La direzione del doppiaggio è gestita da Massimiliano Manfredi per i primi episodi e da Maria Grazia Napolitano per i successivi, mentre la traduzione dei dialoghi è di Elena Baldacci e l'adattamento di Ilaria Tornesi e Roberto Morville.

## Accoglienza
Il sito web aggregatore di recensioni Rotten Tomatoes ha riportato un indice di approvazione del 65%, con un punteggio medio di 6,2/10 basato su 26 recensioni critiche. Il consenso della critica del sito web recita: "Se Monsters at Work non cattura del tutto la magia del film originale, è abbastanza affascinante e sciocco da intrattenere i fan di tutte le età". Metacritic, che utilizza una media ponderata, ha assegnato un punteggio. di 55 su 100 sulla base di 9 critici, indicando "recensioni contrastanti o nella media".

### Critica
Petrana Radulovic di Polygon ha elogiato l'animazione della serie, si è complimentata con il suo umorismo e ha trovato interessante la premessa, scrivendo: "Con un enorme cast di personaggi e un umorismo che oscilla lungo il confine tra stupidità e taglienti commenti sociali, Monsters at Work bilancia un intero quantità." Brian Lowry della CNN ha dato allo spettacolo una recensione positiva e ha detto: "Lo spettacolo non offre risate a crepapelle, ma scivola agilmente nella sequenza temporale di Monsters [Inc.] e si basa abilmente su un concetto Pixar particolarmente fertile".
Ashley Moulton di Common Sense Media ha valutato la serie con 4 stelle su 5, ha elogiato la rappresentazione di messaggi positivi, citando perseveranza e accettazione, e si è complimentata per la presenza di modelli di ruolo, dicendo: "La maggior parte dei personaggi modella comportamenti pro-sociali come la cordialità e il duro lavoro.
Scott Bryan della BBC ha dato allo show una recensione negativa e ha dichiarato: "Come persona che ama i film, mi chiedo... ne abbiamo bisogno di più? I film sono così autonomi. Sembra un eccesso di qualcosa che noi non ne ho davvero bisogno."